# Base de Datos Petrológica del Suelo Oceánico (PetDB)
La base de datos petrológica del suelo oceánico (PetDB) es una base de datos relacional y un repositorio de datos geoquímicos globales sobre rocas ígneas y metamórficas generadas en las crestas del océano medio, incluyendo cuencas de arco posterior, montes submarinos jóvenes y corteza oceánica antigua, así también como ofiolitas y xenolitos terrestres del manto y la geoquímica de la corteza inferior y del diamante. Estos datos se obtienen mediante análisis de polvos de roca completa, vidrios volcánicos y minerales mediante una amplia gama de técnicas que incluyen espectrometría de masas, espectrometría de emisión atómica, espectrometría de fluorescencia de rayos X  y análisis químicos húmedos. Los datos son recopilados de la literatura científica por los administradores de datos de PetDB, y también son proporcionados por miembros de la comunidad científica. PetDB es administrado por el grupo EarthChem bajo las instalaciones de la Alianza Interdisciplinaria de Datos de la Tierra (IEDA) en el Observatorio de la Tierra Lamont-Doherty (LDEO) encabezado por K. Lehnert. PetDB cuenta con el apoyo de la Fundación Nacional para la Ciencia de Estados Unidos. 

## Historia
El desarrollo de PetDB comenzó en 1995 cuando los científicos del Observatorio de la Tierra Lamont-Doherty (LDEO), C. Langmuir (ahora en la Universidad de Harvard), W. Ryan y A. Boulanger vieron el impacto potencial de las nuevas tecnologías de la información tales como la World Wide Web y las bases de datos relacionales sobre el uso de datos científicos en la investigación y en el aula. 
La fase de financiación inicial de PetDB (1996–2001) apoyó el desarrollo de la estructura de la base de datos y la población con valores de datos. La financiación renovada (2002–2007) permitió la migración de la base de datos a un entorno basado en ORACLE administrado por el Centro para la Red Internacional de Información de Ciencias de la Tierra (CIESIN) de la Universidad de Columbia, la entrada continua de datos y la mejora de Interfaz web con un diseño más fácil de usar. 
PetDB ahora es mantenido por EarthChem y financiado por la Fundación Nacional para la Ciencia de Estados Unidos, como un acuerdo cooperativo.
La estructura de base de datos relacional de PetDB es una implementación basada en muestras y diseñada para acomodar datos químicos y petrológicos para cualquier tipo de muestra de roca, junto con metadatos esenciales que proporcionan información sobre la muestra (por ejemplo, ubicación y hora de recolección, taxonomía, descripción petrográfica) y la calidad de los datos (por ejemplo, procedimiento analítico, mediciones estándar de referencia) (Lehnert et al. 2000). Desarrollado inicialmente para PetDB y su contraparte subareal GEOROC, este modelo de datos relacionales ha demostrado utilidad y flexibilidad mediante su aplicación en proyectos de bases de datos geoquímicos posteriores, incluidos NAVDAT,  MetPetDB,  y SedDB. 
Desde su inicio, PetDB ha apoyado una amplia gama de esfuerzos científicos, proporcionando un fácil acceso a un conjunto global de datos geoquímicos de basaltos de la cresta del océano medio, peridotitas abisales y también muestras de xenolitos del manto terrestre y la corteza inferior. PetDB ha sido citado en más de 800 artículos científicos revisados por pares como la fuente de datos utilizados para desarrollar y probar nuevas hipótesis que van desde la composición química y mineralógica del manto de la Tierra (p. Ej. Salters y Stracke 2004, Thirlwall et al. 2004), a la generación y evolución de la corteza continental y oceánica (p. Ej. Weyer y col. 2003, Cipriani et al. 2004), fenómenos de transporte de fusión (Braun y Kelemen 2002, Spiegelman y Kelemen 2003), a los presupuestos geoquímicos mundiales de agua de mar (por ejemplo, van der Flierdt et al. 2004). 

## Contenido
En su aplicación actual, PetDB contiene y proporciona acceso en línea a un conjunto completo de parámetros químicos (actualmente más de 250 elementos, óxidos, isótopos y relaciones de isótopos), así como datos petrográficos a través de una interfaz de consulta sofisticada. Se agregan continuamente nuevos datos a la base de datos a medida que los autores los publican y envían a PetDB. Los datos para una muestra específica generada por diferentes laboratorios o publicada por varios autores se vinculan e integran mediante el uso de un identificador único generado por la aplicación de la base de datos. 

## Estadísticas
A partir de abril de 2019, los ítems de PetDB consisten de: 
- Referencias: 2,772
- Muestras: 105,260
- Estaciones: 29,957
- Puntos de datos de roca a granel: 1,401,045
- Valores de vidrio volcánico: 762,637
- Valores minerales: 1,888,346
- Valores de inclusión de fusión: 224,164
- Valores totales: 4,276,727

Las existencias actuales actualizadas se pueden ver en la página de inicio de PetDB.

## Salida de datos
Los datos de PetDB pueden verse en tablas HTML y descargarse en hojas de cálculo en formato XLS. Durante la selección de los parámetros químicos, un usuario puede elegir recuperar datos como valores individuales (cada fila en la tabla de datos contiene valores medidos en la misma muestra con el mismo método y vinculados a la misma referencia) o en formato precompilado. El formato precompilado organiza todos los datos asociados con una muestra en una sola fila, incluso cuando los datos provienen de múltiples publicaciones. En los casos en que hay más de un valor de datos para un elemento químico en particular, el algoritmo de precompilación selecciona el análisis más reciente y el método más preciso disponible. Los enlaces en la tabla HTML permiten al usuario acceder a información más detallada sobre la muestra, la referencia o el valor de los datos (procedimiento analítico). El resultado final de la hoja de cálculo contiene dos hojas de trabajo. El primero contiene datos químicos consultados, coordenadas geoespaciales y métodos abreviados y referencias, mientras que el segundo contiene metadatos sobre métodos analíticos e información de publicación. 